# Атомний криголам

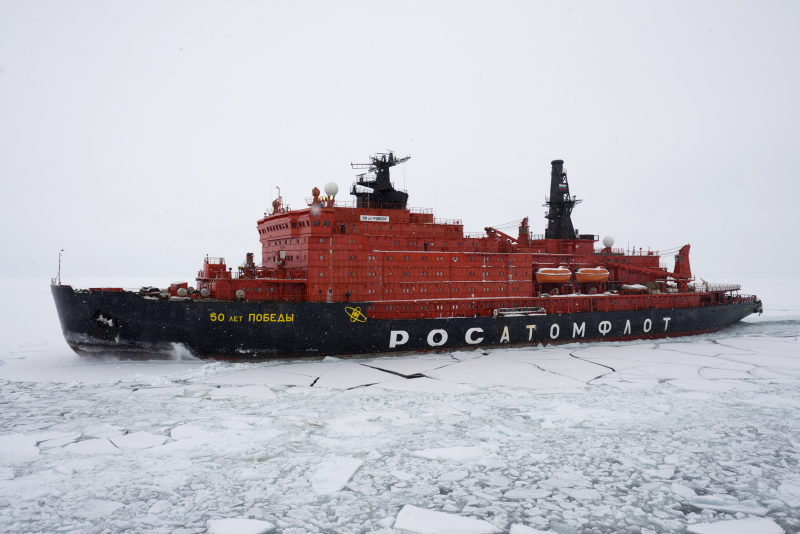
Криголам «50 років Перемоги» класу «Арктика»

Атомний криголам — морське службово-допоміжне судно, криголам з ядерною силовою установкою. Були розроблені в СРСР для забезпечення судноплавства в холодних водах Арктики. Будувалися в СРСР, а потім Росії, для експлуатації на трасі Північного морського шляху — у водах, цілорічно вкритих кригою. Головна перевага атомних криголамів — велика потужність при необмеженій автономності, відсутність необхідності в регулярній дозаправці паливом, яка необхідна при плаванні в кризі, коли такої можливості немає або дозаправка значно ускладнена. Радянський Союз був єдиною країною, яка мала флот атомних криголамів. Після його розпаду атомний криголамний флот успадкувала Росія. Усі атомні криголами базуються в Мурманському морському порту. Втім у 2018 році про амбіції створення арктичного атомного криголамного флоту оголосив також Китай.

## Історія експлуатації
Усі існуючі досі полярні атомні криголами побудовані за одним принципом — корпус судна має зрізаний носовий край так, щоб судно могло насуватись на лід та ламати його своєю вагою. Взимку товщина льоду в Північному Льодовитому океані варіюється від 1,2 до 2 метрів, а в деяких місцях досягає 2,5 м. Атомні криголами здатні ходити у водах, покритих такою кригою, зі швидкістю 20 км/год (11 вузлів), а у вільних від льоду водах — до 45 км/год (до 25 вузлів). За функціональним призначенням полярні атомні криголаминалежать до класу арктичних криголамів «лідери», тобто найбільш потужних криголамів, що очолюють льодову проводку. Втім, вони можуть використовуватись і в якості полярних буксирів.

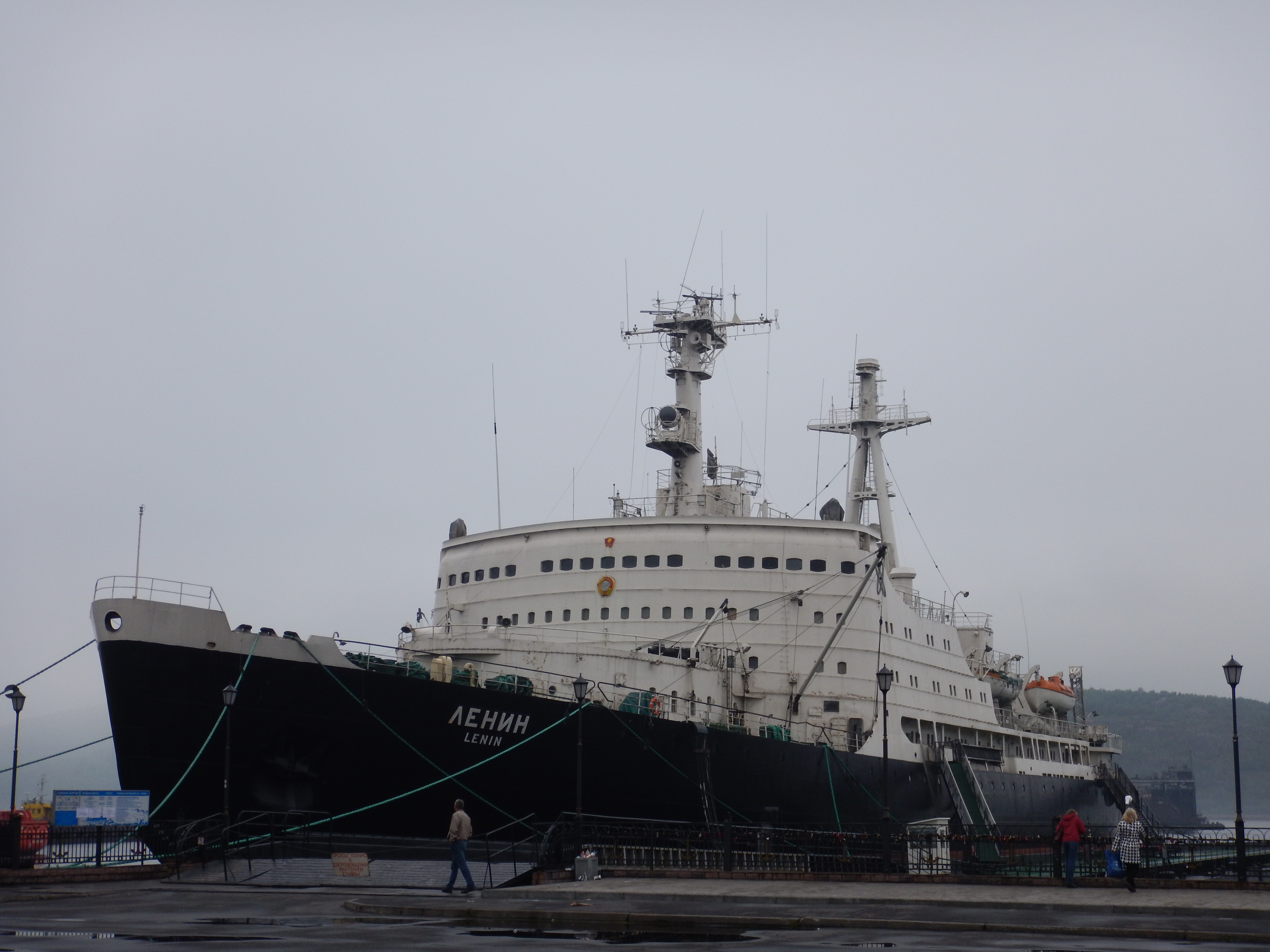
Криголам «Ленін», корабель-музей

Перший у світі атомним криголамом став криголам «Ленін», спущений на воду 5 грудня 1957 року. На момент своєї закладки «Ленін» був першим атомним надводним кораблем і першим цивільним судном з атомною енергетичною установкою. Уже в ході свого першого використання криголам продемонстрував високу працездатність, завдяки чому вдалося істотно збільшити період навігації. Протягом перших шести років використання атомний криголам подолав більш 82 000 морських миль, провівши понад 400 суден. «Ленін» першим з усіх суден здійснив експедицію на північ від Північної Землі. Протягом експлуатації з 1959 до 1989 року на криголамі двічі траплялися надзвичайні події з ядерними реакторами: перший раз у 1965 році, другий — у 1967 році. Друга НП призвела до серйозного пошкодження одного з трьох реакторів ОК-150 і їх заміні на два реактори ОК-900. У 1989 році «Ленін» був виведений з експлуатації і перетворений на корабель-музей.
Наймасовішим проектом атомних криголамів стали типу «Арктика». Головний корабель проекту «Арктика», введений в експлуатацію 25 квітня 1975 року, став першим надводним судном, яке дісталося Північного полюса (9 серпня 1977). Судна цього типу мають подвійний корпус і можуть ламати кригу, рухаючись як вперед, так і назад. «Арктика» була здатна пробивати лід, товщина якого складала п'ять метрів, а також пересуватися на швидкості в 18 вузлів.
Криголами типу «Арктика» — основа радянського/російського атомного криголамного флоту: шість з десяти атомних криголамів відносяться до цього проекту. Ці криголами будувалися протягом тридцяти років, тож між ними є деякі, інколи суттєві, відмінності. Як правило, нові криголами швидші, потужніші і вимагають для експлуатації екіпаж меншої чисельності. Два з шести побудованих криголамів типу «Арктика», «Ямал» і «50 років Перемоги» знаходяться в активній експлуатації і досі. Останній атомохід модифікованого проекту «Арктика» — атомний криголам «50 років Перемоги» був закладений у 1989 році на Балтійському заводі в Ленінграді під назвою «Урал». Через фінансові проблеми криголам був спущений зі стапелів лише в 2006 році і добудовувався до весни 2007 року. Його загальна довжина (159 м) робить його найбільшим з атомних криголамів.
Атомні криголами класу «Арктика» використовуються для супроводу вантажних та інших суден по Північним морським шляхом — через Баренцове, Карське, Східносибірське моря, море Лаптєвих і Берингову протоку. Основні порти на цьому шляху — Діксон, Тіксі і Певек.

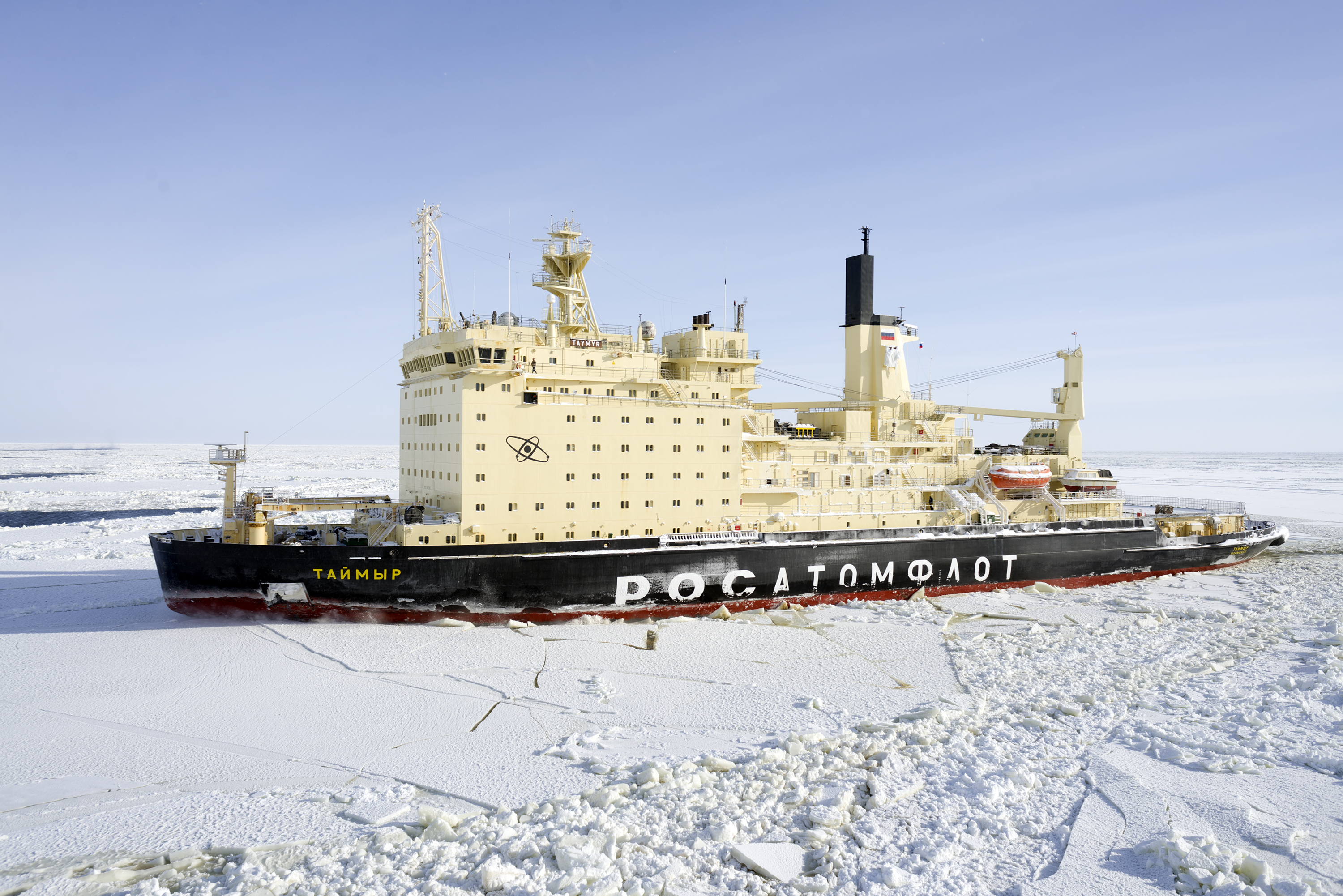
Атомний криголам «Таймир»

У 1989—1990 роках у Фінляндії були побудовані два атомні криголами класу «ріка-море» «Таймир» і «Вайгач». Після завершення будівництва судна були відбуксовані в Ленінград для установки атомних енергетичних установок — на відміну від «Арктики» вони оснащені одним реактором і мають меншу осадку, що дозволяє заходити в гирла великих річок. Їх довжина — 151 м, ширина — 29 м. «Таймир» і «Вайгач» були побудовані спеціально для мілководдя і можуть використовуватися в гирлах сибірських річок — супроводжують судна з металом з Норильська і лісовози та рудовози від Ігарки до Діксона. Ці атомні криголами також можуть бути використані в якості пожежних суден.
Незамінність атомного флоту в умовах суцільного замерзання моря особливо виразно показала навігація 1983 року, коли в східному секторі Арктики в льодову пастку потрапили понад 50 суден, у тому числі новітні дизельні криголами «Єрмак», «Адмірал Макаров» і навіть атомохід «Ленін». Тоді під загрозою опинилися не тільки судна, але і життєзабезпечення арктичних селищ, що чекали сезонного завезення. Атомохід «Арктика» в якості криголама-лідера зумів визволити караван суден з льодового полону.
Втім по мірі змін клімату Арктики, зменшення площі льодового покрову і очищення Північного морського шляху, який фізично стає вільним для навігації, рентабельність атомного криголамного флоту падає. Тож атомні криголами часто використовуються в наукових цілях. Атомні криголами використовуються для туристичних круїзів на Північний полюс, острови і архіпелаги Центральної Арктики. Вперше атомний криголам «Сибір» був використаний в цих цілях у 1989 році. У 1990 році здійснив свій перший екскурсійний тур атомний криголам «Росія». Поява круїзних рейсів у 1990 році була пов'язана з незатребуваністю криголамів і була єдиною можливістю зберегти атомний криголамний флот. З того часу щорічного проводилося не менше чотирьох турів. З 1991 року для цього використовувався атомний криголам «Радянський Союз». З 1993 року — «Ямал». На ньому є спеціальна секція для туристів. На побудованому в 2007 році криголамі «50 років Перемоги» також є така ж секція. З моменту спуску криголама на воду походи на Північний полюс відбуваються тільки на його борту.

## Російські атомні криголами
На 2018 рік в експлуатації знаходиться п'ять атомних криголамів «Росатомфлоту» (до класу атомних криголамів в компанії відносять також ліхтеровоз «Севморпуть», хоча він по суті не є криголамом, а ліхтеровозом з криголамним носом).
| Назва корабля     | Початок експлуатації | Проект (тип)         | Клас       | Коментар                                        |
| ----------------- | -------------------- | -------------------- | ---------- | ----------------------------------------------- |
| Ленін             | 1959                 | 92M                  | криголам   | Виведений з експлуатації у 1989. Корабель-музей |
| Арктика           | 1975                 | 1052-1 («Арктика»)   | криголам   | Виведений з експлуатації у 2012. На утилізації  |
| Сибір             | 1977                 | 1052-2 («Арктика»)   | криголам   | Виведений з експлуатації у 1993. На утилізації  |
| Росія             | 1985                 | 10521-1 («Росія»)    | криголам   | Виведений з експлуатації у 2013                 |
| Севморпуть        | 1988                 | 10081                | ліхтеровоз | Використовується як криголам                    |
| Таймир            | 1989                 | 10580-1 («Таймир»)   | криголам   | В експлуатації                                  |
| Радянський Союз   | 1990                 | 10521-2 («Росія»)    | криголам   | Виведений з експлуатації у 2010                 |
| Вайгач            | 1990                 | 10580-2 («Таймир»)   | криголам   | В експлуатації                                  |
| Ямал              | 1993                 | 10521-3 («Росія»)    | криголам   | В експлуатації                                  |
| 50 років Перемоги | 2007                 | 10521 мод. («Росія») | криголам   | В експлуатації                                  |